# مدرسة النحو الأندلسية
مدرسة النحو الأندلسية هي ثاني مدرسة من المدارس النحوية المتأخرة الثلاث، أي ليست من المدرستين الأوليتين وهما مدرسة البصرة ومدرسة الكوفة. اتبع الأندلسيون أسلوب البغداديين في مبدأ الاختيار من آراء نحاة الكوفة والبصرة، إلا أنهم أضافوا إلى ذلك من بعض آراء البغداديين، وتحديدًا آراء أبي علي الفارسي وابن جني. لم يتوقفوا عند ذلك بل ساروا في اتجاههم من حيث كثرة التعديلات والآراء الجديدة ما عدا ابن مضاء القرطبي، كما أضافوا ما استنتجوه بأنفسهم.

## النشأة
مع بداية اهتمام الأندلسيين بالعلوم الإسلامية والكونية، بدأ تيار لدراسة النحو والصرف في القرن الثاني الهجري، وكان أول من جمع بين علوم الدين واللغة هو أبو موسى الهواري، وعلى الرغم من وجوء آراء ثانوية بعيدة في مواضيع متفرقة بعدها، إلان أن جودي بن عثمان الموروري يُعد أول نحوي بالمعنى الدقيق، حيث رحل إلى المشرق و أخذ عن الرياشي، والفراء، والكسائي؛ وهو أول من أدخل كتابه إلى الأندلس ووُلِّيَ القضاء، وصنف كتابًا في النحو توفى (198هـ)، لذلك قد تكون مدرسة الأندلس أقدم من مدرسة بغداد برأي البعض أو ربما متوازية. ولكن الأندلس عرفت منذ منتصف القرن الرابع الهجري بداية ازدهار النحو والصرف، فلم يُطلّ عصر ملوك الطوائف إلا ومدرسة الأندلس قد استقرَّت.

## النحاة
- جودي بن عثمان (تـ 198)
- حمدون النحوي (تـ 200)
- الأفشين (تـ 309/307)
- أبو عبد الله الرباحي (تـ 358/353)
- أبو بكر الزبيدي (تـ 379)
- الأعلم الشنتمري (تـ 476)
- ابن القطاع الصقلي (تـ 515/514)
- ابن السيد البطليوسي (تـ 521)
- ابن الطراوة (تـ 528)
- ابن الباذش (تـ 528)
- ابن هشام اللخمي (تـ 570)
- أبو بكر بن طاهر الخدب (تـ 580)
- أبو القاسم السهيلي (تـ 581)
- أبو محمد الشاطبي (تـ 590)
- ابن مضاء (تـ 592)
- أبو موسى الجزولي (تـ 607)
- ابن خروف (تـ 609/606)
- ابن معطي الزواوي (تـ 628)
- ابن البرذعي (تـ 646)
- أبو علي الشلوبين (تـ 645)
- ابن الحاج الأزدي (تـ 651/647)
- أبو محمد القاسم الأندلسي (تـ 661)
- ابن عصفور الإشبيلي (تـ 669/663)
- ابن مالك (تـ 672): صاحب ألفية ابن مالك الشهيرة.
- ابن الضائع (تـ 680)
- أبو الحسن بن أبي الربيع (تـ 688)
- محمد بن آجروم (تـ 723)
- أبو حيان الغرناطي (تـ 745)
- إبراهيم بن موسى الشاطبي (تـ 790)

## طالع أيضًا
- نقوش عربية قبل الإسلام
- مدارس النحو والصرف
- مدرسة النحو البصرية
- مدرسة النحو الكوفية
- مدرسة النحو البغدادية
- مدرسة النحو المصرية